# Clasville
Clasville település Franciaországban, Seine-Maritime megyében. Lakosainak száma 348 fő (2022. január 1.). Clasville Canouville, Cany-Barville, Ouainville és Vittefleur községekkel határos.

## Népesség
A település népességének változása:
| Lakosok száma | 303  | 312  | 326  | 326  | 333  | 343  | 348  | 349  | 348  |
|               | 2013 | 2015 | 2016 | 2017 | 2018 | 2019 | 2020 | 2021 | 2022 |